# Велпапе
Вѐлпапето (от немски Wellpappe – хартия на вълни) е многослоен картон с гофриран вътрешен слой. Състои се се от набразден гофриран лист и една или две плоски облицовъчни плоскости. Изработва се на надиплящи наслояващи машини или „гофриращи машини“ и се използва за направата на картонени кутии. Гофрираният среден лист и подложката (подложките) са направени от здрав, гладък, кафяв, облицоващ картон, който обикновено е с дебелина 0,25 мм. Вълнообразният влакнест картон понякога се нарича гофриран картон, въпреки че картонът може да бъде всеки материал на основата на тежка хартиена маса.